# Il compleanno di Ih-Oh
Il compleanno di Ih-Oh (Winnie the Pooh and a Day for Eeyore) è un film del 1983 diretto da Rick Reinert. È un cortometraggio d'animazione (ma con introduzione e conclusione in live action) prodotto dalla Walt Disney Productions, il quarto e ultimo del franchise su Winnie the Pooh. Ha per protagonista Ih-Oh ed è basato su due capitoli dei romanzi di A. A. Milne Winnie Puh e La strada di Puh. Il corto fu distribuito negli Stati Uniti dalla Buena Vista Distribution l'11 marzo 1983, abbinato a una riedizione de La spada nella roccia. Per ragioni economiche, l'animazione del cortometraggio non fu realizzata dalla Disney ma dalla Rick Reinert Productions, che aveva già lavorato due anni prima al corto educativo Winnie the Pooh Discovers the Seasons. Questo fu tuttavia solo il secondo cortometraggio cinematografico che la Disney produsse appaltandone l'animazione a un altro studio, dopo Sirenette in festa (1938). Inorridito dalla decisione della società, uno degli sceneggiatori, Ron Clements, chiese ed ottenne di non venire accreditato.
Secondo gli storici del cinema Leonard Maltin e John Grant la qualità dell'animazione de Il compleanno di Ih-Oh è visibilmente inferiore a quella delle precedenti produzioni cinematografiche su Winnie the Pooh. Per Dave Smith, la qualità del film è influenzata anche dal cambiamento di numerosi doppiatori originali dei personaggi (tre dei quali erano morti prima che entrasse in produzione).

## Trama
Un giorno, Pooh inventa per caso un gioco chiamato "Poohlegno" che consiste in una gara tra legnetti sfruttando la corrente del fiume. Ad un certo punto, mentre  gioca con Pimpi, Tappo e Ro, i quattro amici vedono Ih-Oh galleggiare nel fiume. Dopo essere stato salvato, l'asino dice loro di essere caduto nel fiume perché è stato spinto da qualcuno. Pimpi pensa che sia stato Tigro a saltare addosso a Ih-Oh facendolo cadere. Poco dopo, Tigro arriva sulla scena sostiene di aver solo tossito e si mette a litigare con Ih-Oh, così il narratore mostra che Tigro era deliberatamente saltato addosso a Ih-Oh a pagina 245. Tigro tenta invano di giustificarsi definendolo uno scherzo, e alla fine se ne va disgustato dicendo ai suoi amici che non hanno il senso dell'umorismo.
Siccome Ih-Oh sembra particolarmente triste e depresso, Pooh lo segue nel suo posticino malinconico e gli chiede quale sia il problema. Ih-Oh dice che è il suo compleanno e che nessuno ha pensato di celebrarlo. A questo punto, Pooh decide di regalargli un barattolo di miele, e tornando a casa incontra Pimpi e lo informa del compleanno. Il maialino decide a sua volta di regalare a Ih-Oh un palloncino. Ma mentre sta tornando da Ih-Oh, Pooh ha un attacco di fame e finisce il miele, così si reca da Uffa per farsi dare un consiglio su come risolvere la situazione. Mentre Uffa racconta del compleanno di un suo zio, a Pooh viene in mente di trasformare l'ex vasetto di miele in un portaoggetti, e chiede a Uffa di scriverci sopra un augurio per Ih-Oh perché lui non sa scrivere. Dopo aver scritto alcune parole insensate, Uffa vola a informare Christopher Robin del compleanno, e lungo il tragitto saluta Pimpi che sta portando il palloncino a Ih-Oh. Il porcellino, distratto, va a sbattere contro un albero e fa scoppiare il palloncino.
Pimpi è molto dispiaciuto di aver rotto il suo regalo per Ih-Oh ma glielo dà comunque, e poco dopo arriva anche Pooh con il vasetto. Ih-Oh inizialmente è triste, ma subito dopo si rallegra quando vede che il palloncino, essendo rotto, entra nel vasetto. In seguito, Christopher Robin organizza una festa a sorpresa per Ih-Oh. Alla festa arriva anche Tigro, ma Tappo gli dice di andare via per come si è comportato con Ih-Oh, mentre Ro vuole che il tigrotto partecipi alla festa. Allora, Christopher Robin suggerisce di andare tutti al ponte a giocare a Poohlegno. Pur essendo un principiante, Ih-Oh vince la maggior parte delle gare, mentre Tigro non vince mai. Mentre Tigro si allontana tristemente, Ih-Oh si unisce a lui svelandogli che il suo segreto è il colpo deciso con cui tira i legnetti, e alla fine i due fanno pace.

## Distribuzione

### Data di uscita
Le date di uscita internazionali nel corso del 1983 sono state:
- 11 marzo negli Stati Uniti
- 25 marzo in Brasile (Ursinho Puff e um dia para o Bisonho)
- 18 agosto in Australia

### Edizione italiana
Il doppiaggio italiano del cortometraggio fu eseguito dalla Royfilm nel 2002 e diretto da Leslie La Penna su dialoghi di Manuela Marianetti, quindi il cast presenta a sua volta alcune differenze rispetto a quello de Le avventure di Winnie the Pooh. I personaggi ad avere dei doppiatori diversi dal classico Disney sono Christopher Robin, Roo e Tigro.

### Edizioni home video
In America del Nord il film fu distribuito in VHS e Laserdisc nel 1984 nella raccolta Winnie the Pooh and Friends, quindi fu pubblicato autonomamente in VHS il 28 dicembre 1990 nella collana Walt Disney Mini-Classics e l'11 luglio 2000 nella collana Storybook Classics. In Italia invece arrivò solo nel 2002, come contenuto speciale nel DVD-Video de Le avventure di Winnie the Pooh. Il corto è incluso anche nelle successive edizioni DVD e Blu-ray Disc del film uscite solo in America del Nord (nel secondo caso è presentato in HD). Inspiegabilmente, i titoli di testa delle versioni incluse in DVD e BD accreditano un cast parzialmente diverso da quello effettivo, che era stato accreditato correttamente al cinema e in VHS.